# Грачов Віктор Олександрович
Віктор Олександрович Грачов ((17 вересня 1956 , Дзержинськ, Сталінська область )) — радянський і український футболіст, тренер. Майстер спорту СРСР з 1980 року. Заслужений тренер України з 2002 року.

## Біографія
Грачов Віктор Олександрович народився 17 вересня 1956 року в місті Торецьк Донецької області. Закінчив Дзержинський гірничий технікум. Навчаючись в тенікумі, успішно грає за міську футбольну команду дорослих у нападі.
Захистивши диплом гірничого техніка, з осені 1974 року, Віктор Грачов грає в дублюючому складі майстрів  донецької команди «Шахтар», а в 1975 році в команді «Спартак» (м. Орел), звідки призван в Радянську Армію.
Під час служби в Туркестанському військовому окрузі був запрошений грати в команду «Колхозчі» (м. Ашхабад), якою керував у минулому гравець  донецького «Шахтаря» В. Шаличев. За три сезони (1976—1978) забив 23 голи.
Сезон 1979 року Віктор Грачов грає в московській команді «Торпедо» під керівництвом відомого в країні тренера В. Салькова, де провів 12 ігор.
З 1980 року грає в команді майстрів донецького «Шахтаря».
У ці роки В. Грачов — активний учасник міжнародних матчів «Шахтаря» в рамках  Кубків УЄФА — у 6 іграх забив 5 м'ячів. Виступав у складі національної та олімпійської збірних СРСР, в міжнародних іграх забив 22 голи.
В сезонах 1980 і 1983 років — володар Кубка СРСР з футболу. А всього в турнірах за Кубок СРСР з футболу він провів 36 матчів і забив 7 м'ячів.
За підсумками сезонів 1983-84 років Віктор Грачов входив до числа 33-х найкращих у СРСР футболістів і під № 1 до числа найсильніших в Україні. У чемпіонатах Вищої ліги СРСР Грачов провів 292 матчі і забив 66 голів.
7 липня 1990 року на стадіоні команди донецького «Шахтаря» в присутності 20 тисяч уболівальників закінчив спортивну кар'єру гравця. Закінчивши школу тренерів, багато років працював на посаді тренера з підготовки резерву команди  «Шахтар». Удостоєний звання «Заслужений тренер України».
Живе в місті Полтава. Віктор Олександрович одружений, має сина.
Виступав за команди «Спартак» Орел (1975), «Колхозчі» Ашхабад (1976—1978), «Торпедо» (Москва) (1979), «Шахтар» (Донецьк) (1980—1981, 1982—1990), «Спартак» (Москва) (1982) , «Вашуташ» (Дебрецен), Угорщина (1990—1991), БВСК Будапешт, Угорщина (1991—1993).
За збірну СРСР зіграв 1 матч. За олімпійську збірну СРСР зіграв 6 матчів, забив 1 гол.
Тренував команди: «Шахтар-2», Таврія (Сімферополь). Очолював аматорську збірну України. Нагороджений орденом «За заслуги» III ступеня (2011).

## Статистика виступів

### Клубна
| Клуб              | Сезон             | Чемпіонат | Чемпіонат | Кубок | Кубок | Єврокубки | Єврокубки | Інші | Інші | Всього | Всього |
| Клуб              | Сезон             | Ігри      | Голи      | Ігри  | Голи  | Ігри      | Голи      | Ігри | Голи | Ігри   | Голи   |
| ----------------- | ----------------- | --------- | --------- | ----- | ----- | --------- | --------- | ---- | ---- | ------ | ------ |
| Спартак О         | 1975              | 14        | 0         | -     | -     | -         | -         | -    | -    | 14     | 0      |
| Колхозчі          | 1976              | 34        | 7         | 1     | 0     | -         | -         | -    | -    | 35     | 7      |
| Колхозчі          | 1977              | 35        | 8         | 1     | 0     | -         | -         | -    | -    | 36     | 8      |
| Колхозчі          | 1978              | 35        | 8         | 2     | 1     | -         | -         | -    | -    | 37     | 9      |
| Торпедо           | 1979              | 12        | 0         | 5     | 1     | -         | -         | -    | -    | 17     | 1      |
| Шахтар            | 1980              | 16        | 4         | 8     | 0     | -         | -         | -    | -    | 24     | 4      |
| Шахтар            | 1981              | 33        | 12        | 5     | 1     | -         | -         | 1    | 0    | 39     | 13     |
| Спартак М         | 1982              | 5         | 1         | 2     | 0     | -         | -         | -    | -    | 7      | 1      |
| Шахтар            | 1982              | 23        | 5         | -     | -     | -         | -         | -    | -    | 23     | 5      |
| Шахтар            | 1983              | 30        | 8         | 4     | 3     | 4         | 4         | -    | -    | 38     | 15     |
| Шахтар            | 1984              | 31        | 8         | 3     | 0     | 2         | 1         | 1    | 0    | 37     | 9      |
| Шахтар            | 1985              | 30        | 12        | 3     | 0     | -         | -         | -    | -    | 33     | 12     |
| Шахтар            | 1986              | 23        | 7         | 4     | 1     | -         | -         | 1    | 0    | 28     | 8      |
| Шахтар            | 1987              | 23        | 3         | 2     | 1     | -         | -         | -    | -    | 25     | 4      |
| Шахтар            | 1988              | 20        | 1         | 2     | 0     | -         | -         | -    | -    | 22     | 1      |
| Шахтар            | 1989              | 24        | 4         | 3     | 1     | -         | -         | -    | -    | 27     | 5      |
| Шахтар            | 1990              | 23        | 1         | 2     | 0     | -         | -         | -    | -    | 25     | 1      |
| Дебрецен          | 1990-91           | 16        | 3         | 1     | 0     | -         | -         | -    | -    | 17     | 3      |
| БВСК              | 1991-92           | 25        | 6         | 1     | 0     | -         | -         | -    | -    | 26     | 6      |
| БВСК              | 1992-93           | 14        | 4         | 1     | 0     | -         | -         | -    | -    | 15     | 4      |
| Дебрецен          | 1993-94           | 25        | 6         | 2     | 0     | -         | -         | -    | -    | 27     | 6      |
| Шахтар            | 1994-95           | 6         | 0         | 4     | 3     | -         | -         | -    | -    | 10     | 3      |
| Всього за Шахтар  | Всього за Шахтар  | 282       | 65        | 40    | 10    | 6         | 5         | 3    | 0    | 331    | 80     |
| Всього за кар'єру | Всього за кар'єру | 497       | 108       | 56    | 12    | 6         | 5         | 3    | 0    | 562    | 125    |

## Досягнення
- Володар Кубка СРСР (2): 1980, 1983 років.
- Володар Кубка сезону СРСР: 1984 рік.
- Фіналіст Кубка СРСР (3): 1985, 1986 років.
- Володар Кубка України: 1995 року.
- Найкращий бомбардир Кубка володарів Кубків УЄФА: 1983-84 [2].
- Найкращий легіонер чемпіонату Угорщини: 1992 року.
- У списку 33 найкращих футболістів сезону в СРСР : (2): № 2 - 1983, 1984 років.
- Член Клубу бомбардирів Олега Блохіна — 105 голів